# Maciej Szukiewicz
Maciej Feliks Cyprian Odrowąż Szukiewicz (ur. 13 maja 1870 w Sztokholmie, zm. 28 września 1943 w Krakowie) – polski poeta, prozaik, dramaturg, krytyk teatralny, tłumacz, historyk sztuki, kustosz Muzeum Narodowego i Domu Jana Matejki w Krakowie.

## Życiorys
Urodził się w Szwecji, w Sztokholmie, jako najmłodszy z trojga dzieci Oktawiana Feliksa i Bronisławy (z domu Malinowska), herbu Odrowąż. Brat Wojciecha Szukiewicza (ur. 26 stycznia 1867 w Sztokholmie, zm. w październiku 1944 w Grodzisku Mazowieckim), publicysty, działacza społecznego i emigracyjnego. Brat Antoniny Szukiewicz (ur. 1865? w Czostkowie w pow. suwalskim, zm. 18 lutego 1934 w Krakowie), żony dr. Alfreda Starża Szołayskiego, pianistki, uczennicy prof. Teodora Leszetyckiego (Theodora Leschetizkiego) (1830-1915) w Wiedniu.
Poślubił Zofię Antoninę Wąsowicz (ur. 7 kwietnia 1868 w Gręboszowie, zm. 16 września 1947). Zmarli bezdzietnie w Krakowie, pochowani w grobowcu rodziny Szukiewiczów na cmentarzu Rakowickim.
Szukiewicz jak sam wspomina (w W sprawie nauczania języka macierzystego i jego gramatyki, Kraków 1933) wyrósł w domu pełnym tradycji. Jego rodzony dziadek – Cyprian Szukiewicz (zm. 6 listopada 1844), zamieszkały w Warszawie, był chrzestnym ojcem Cypriana Kamila Norwida (1821-1883), służył w Armii Narodowej za Stanisława Augusta, potem w Legionach Napoleońskich. Tradycja rodzinna głosi, że poetycki talent Maciej Szukiewicz odziedziczył po dziadku. Natomiast oboje rodzice Macieja uczestniczyli w powstaniu styczniowym w 1863 roku. Ojciec, Oktawian Feliks Odrowąż Szukiewicz (1840-1914), był wychowankiem konstantynowskiej szkoły wojskowej w Petersburgu, następnie podporucznikiem artylerii rosyjskiej w Dęblinie. Na wiadomość o wybuchu powstania udał się w Augustowskie, gdzie pierwsze miesiące spędził w oddziale Józefa Ramotowskiego ("Wawra"), a następnie uformował szósty oddział powstańczy, którego został dowódcą. Po klęsce powstania styczniowego wraz z żoną Bronisławą i córką Antoniną wyemigrował do Szwecji (za panowania Karola XV Bernadotte (1826-1872)). Rodzina zamieszkała w Sztokholmie. Tam w 1867 r. przyszedł na świat Wojciech, a w 1870 r. Maciej Feliks Cyprian, który z wielkim sentymentem powraca do swojego szwedzkiego dzieciństwa w książce Z ziemi fjordów i fjeldów (Warszawa 1900):
Cny czytelniku, pozwól mi łaskawie,
Że ci na wstępie moje opowieści
 Imię me, ród mój i klejnot wyjawię.
Na świat przyszedłem za morzami, gdzieści,
Z ziemi Wikingów, na skalistej ławie,
Którą Mäleru fala wiecznie pieści.
 W powijakach ssąc pierś zacnej Szwedki,
 Wzrosłem hartowny i duchem nie wietki..
Taką pieśń zacząłem snuć w latach późniejszych, płacąc dług ziemi i miastu, gdzie ujrzałem światło dzienne...
W 1872 r. rodzina Szukiewiczów powróciła do kraju, a z nimi "Familien Journal", obrazkowy tygodnik sztokholmski, który z wielkim pietyzmem przeglądała. Najpierw zamieszkali w Zakopanem (gdzie została pochowana matka – Bronisława, zm. 5 stycznia 1900), a następnie w Krakowie, gdzie Maciej spędził resztę swojego życia.
W 1883 r. rozpoczął naukę w nowodworskim Gimnazjum św. Anny, prowadzonym przez Leona Kulczyńskiego. W 1890 r. uzyskał świadectwo dojrzałości oraz zadebiutował poetycko na łamach "Przyszłości". Jesienią Maciej i Wojciech wyjechali do Pragi, gdzie przez trzy lata Maciej studiował chemię technologiczną w niemieckiej szkole technicznej. Tam też zapoznał się z literaturą czeską.
Po powrocie z Pragi podjął studia na Wydziale Filozoficznym Uniwersytetu Jagiellońskiego, na kierunku historii sztuki. W tym okresie związał się z cyganerią, która kładła podwaliny pod nadchodzącą Młodą Polskę. Był czas, lata 1895, 1896, kiedy to on, w następstwie po Tadeuszu Micińskim, skupiał na sobie nadzieje krakowskiej młodzieży uniwersyteckiej – w nim widziano wodza artystycznego "Filozofii". Jemu też na ogólnoakademiskim wiecu powierzono w imieniu młodzieży przemówić publicznie na odsłonięciu pomnika Mickiewicza na Rynku krakowskim (cyt. Grzymała-Siedlecki).
Wiosną 1896 r. Maciej Szukiewicz rozpoczął korespondencję ze Stanisławem Przybyszewskim (listy przekazał Bibliotece Jagiellońskiej 29 listopada 1927). Przetłumaczył dramat Das grosse Glück Przybyszewskiego na język polski – Dla szczęścia (rękopis Dla szczęścia w tłum. Szukiewicza znajduje się w IS PAN). Po zakończeniu niefortunnej znajomości z Przybyszewskim, Szukiewicz zajął się tworzeniem własnej literatury i studiami historii sztuki. W latach 1893–1894 pod pseudonimem Cyprian pisywał artykuły dla "Tygodnia", następnie dla "Dziennika Krakowskiego" (1896-1897) i dla studenckiego czasopisma "Młodość" (1898-1900). Jego artykuły pojawiały się w "Czasie", "Bluszczu", "Gazecie Lwowskiej", "Głosie Rzeszowskim", "Kronice Rodzinnej", "Krytyce", a od 1897 r. w "Życiu".
W 1899 r. na krótko przed ukończeniem studiów na Uniwersytecie Jagiellońskim, Szukiewicz podjął pracę w Muzeum Narodowym w Krakowie, a od 1900 r. w Domu Jana Matejki.

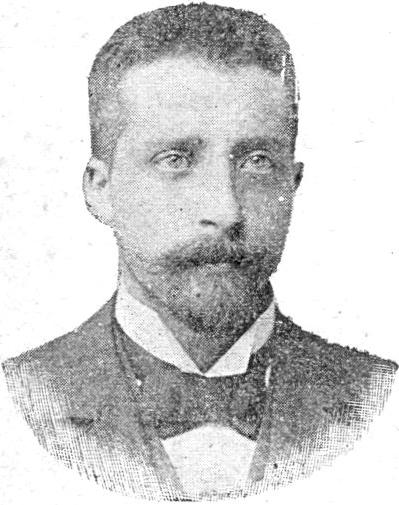
Maciej Szukiewicz w 1900 roku.

U progu XX stulecia jego sytuacja się ustabilizowała – razem z żoną Zofią Antoniną zamieszkał w kamienicy przy ul. Floriańskiej. W 1901 r. opublikował tomik Poezji, w których znalazł się wybór młodzieńczych wierszy oraz jednoaktówka Śnieg. Okładkę zaprojektował Jacek Malczewski. W 1902 r. ukazała się drukiem (50 egz.) czteroaktowa baśń Arf i jednoaktówka Dwa światy, następnie w 1903 r. chłopski dramat Na wymowie oraz 1904 r. historyczna tragedia Glejt. W roku 1897 napisał aż siedem dramatów. Jego dramaty były wystawiane w Krakowie, we Lwowie, w Poznaniu, w Wilnie, w Gdańsku, w Petersburgu, w Warszawie, w Nowym Sączu, w Katowicach, w Sosnowcu, w Kaliszu, w Bydgoszczy, Toruniu i Grudziądzu. W 1902 r. wydał dwutomową powieść Juliusza Zeyera Jan Maria Plojhar, a w 1929 r. poemat Svatopluka Čecha (21 lutego 1846-23 lutego 1908): Pieśni niewolnika (Písně otroka).
W latach 1911–1918 wykładał historię sztuki na Wyższych Kursach Naukowych dla Kobiet im. Baranieckiego, a następnie historię teatru i stylów dla słuchaczy Dwuletniego Kursu Dramatycznego. W latach 1907–1909 kilkakrotnie jeździł z odczytami po terenach Zagłębia i Śląska Cieszyńskiego. W listopadzie i grudniu 1908 r. wygłosił cykl prelekcji w Wilnie i Mińsku, jak również w Pradze, Petersburgu, Kijowie i Żytomierzu.
W 1910 r. Krakowskie Muzeum Narodowe obchodziło 25-lecie swojego istnienia. Z tej okazji Tadeusz Boy-Żeleński (Słówka: Zielony Balonik – Muzeum Narodowemu) skomentował opiekuna Domu Jana Matejki:
Ten pokój pan opustosz:
Tu będzie kustosz;
Tam w sieni będzie stało
Dwóch woźnych z pałą;
Słowian się sprosi,
Potem Szukiewicz Maciej
Odczyt wygłosi.
W latach 1909–1910 nadsyłał korespondencję do "Kuriera Litewskiego" (red. naczelny Wojciech Baranowski). Od sezonu 1926/1927 zaczął współpracować z "Głosem Narodowym", gdzie publikował recenzje Z teatru im. Słowackiego, Teatr popularny, felietony Na marginesie referatu teatralnego. W latach 1928–1929 nadsyłał artykuły dla "Teatru" (m.in. o Tadeuszu Pawlikowskim, dyr. Teatru im. J. Słowackiego).
Maciej Szukiewicz również korespondował z Wandalinem Szukiewicz (1857-1919), stryjecznym bratem, znanym archeologiem mieszkającym na Litwie, który w latach 1911-1914 wielokrotnie podtrzymywał na duchu kuzyna.

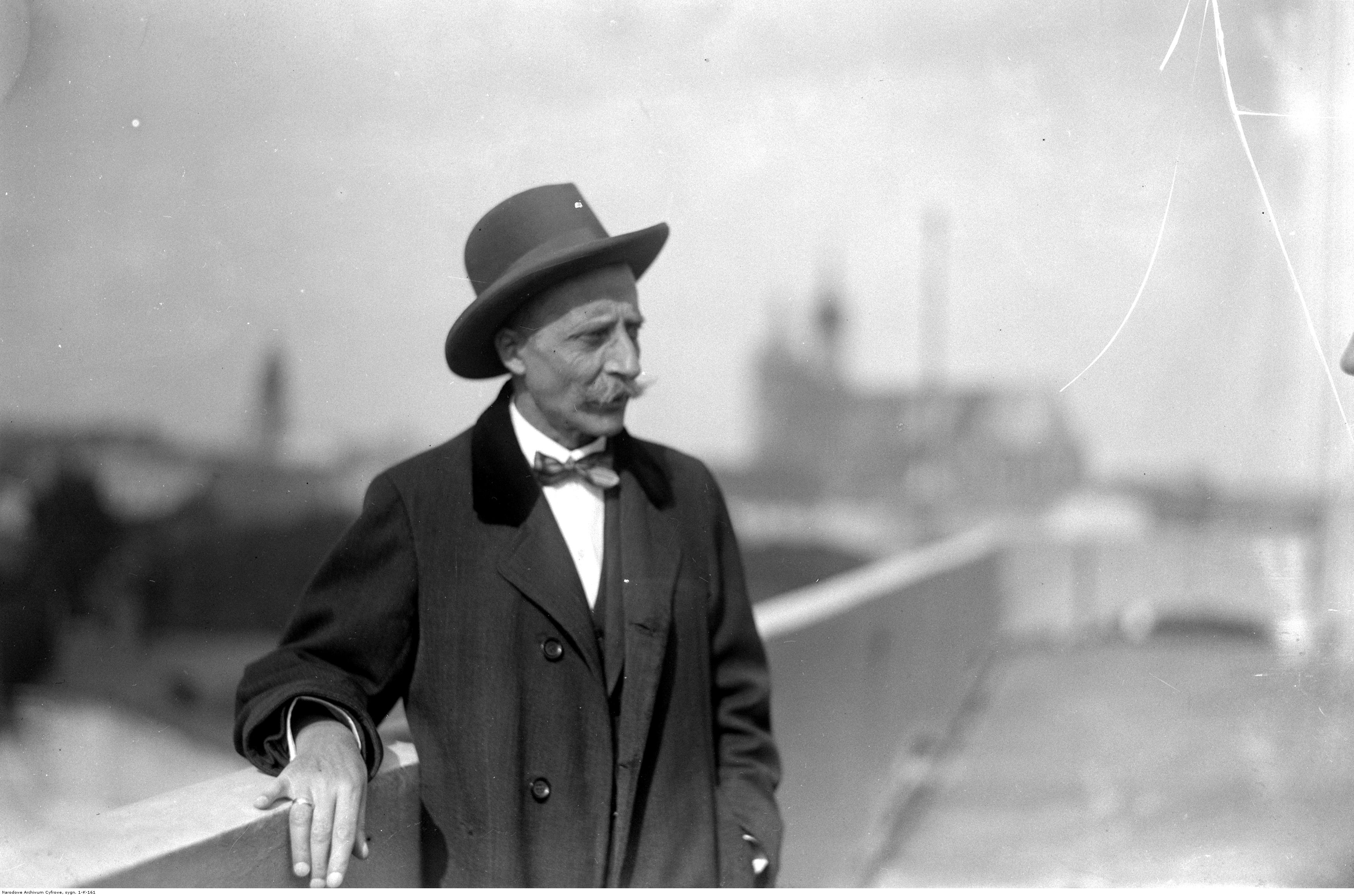
Maciej Szukiewicz między 1918 a 1939 rokiem.

Ukoronowaniem kilkudziesięcioletniego okresu twórczości poetyckiej Macieja Szukiewicza były Rymy i rytmy (1936). Tytuł nawiązuje do dzieła Giosuè Carducciego Rime e ritmi (1898). W Rymach i rytmach znajduje się wiersz (str. 55) Pamięci Orląt Lwowa inaczej: Pamięci Jurka Bitschana. Szukiewicz był jednym z pierwszych, który podał poetycką wersję ostatnich godzin chłopca, który poległ na cmentarzu Łyczakowskim 21 listopada 1918 roku.
Część dorobku pisarskiego powstawała z myślą o młodszym pokoleniu odbiorców. I tak Szukiewicz napisał dramatyczną trylogię Na swojską nutę, osnutą na motywach utworów Aleksandra Fredry, Władysława Syrokomli i Adama Mickiewicza. Następnie baśń sceniczną Noc św. Mikołaja i powieść Niezwykłe przygody dwóch malców (1930).
Szukiewicz był także i wydawcą. Opublikował Listy Matejki do żony Teodory Matejkowej z l. 1863-1881 oraz Pamiętnik Wojciecha K. Stattlera. Studia malarskie w Krakowie i Rzymie przed 100 laty.

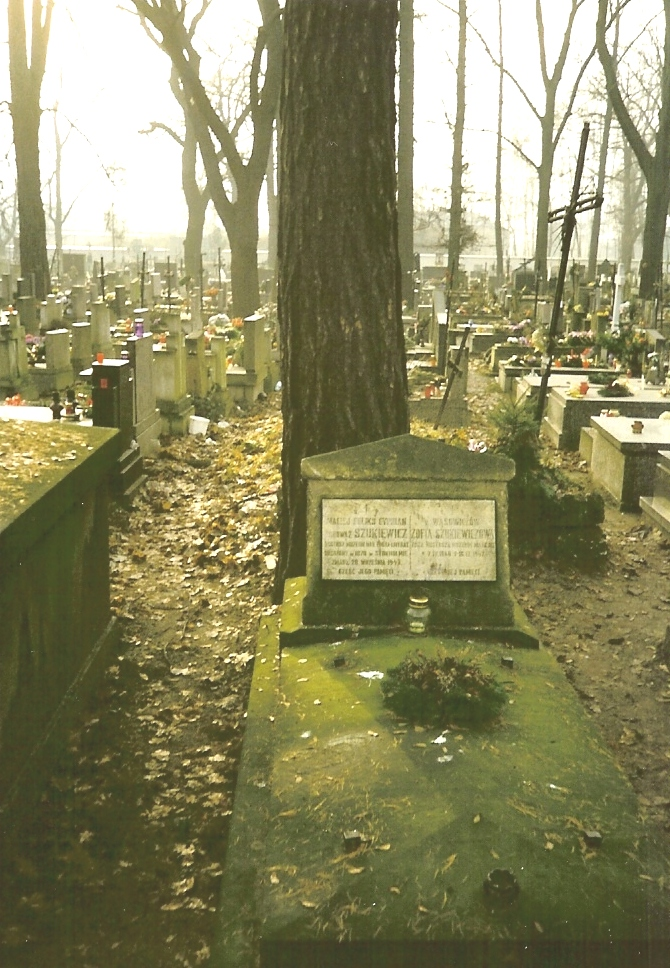
Grób Macieja Szukiewicza na cmentarzu Rakowickim w Krakowie

Na kilka miesięcy przed śmiercią artysta złożył w Bibliotece Jagiellońskiej zbiór spisywanych w 1943 r. Wspomnień, które uzupełniają humorystyczne Fraszki i Bibeloty (dołączone do spuścizny pisarza przez jego rodzinę). Wspomnienia zostały dopiero po raz pierwszy wydane w 2007 r., opracowane przez prof. Tadeusza Linknera.
Część dzieł Macieja Szukiewicza do tej pory nie została opublikowana. Wiele materiałów przechowuje Archiwum Artystyczne i Biblioteka Teatru im. J. Słowackiego oraz Oddział Rękopisów Biblioteki Jagiellońskiej, gdzie znajduje się kilkadziesiąt woluminów zawierających artystyczny dorobek autora. Archiwaliami dysponuje również Biblioteka Muzeum Historycznego Miasta Krakowa. Egzemplarzami dramatów dysponują: Muzeum Teatralne w Warszawie i Biblioteka Ossolineum we Wrocławiu. Korespondencja i inne dokumenty, głównie pozascenicznej działalności Szukiewicza, materiały znajdują się m.in. w zasobach Biblioteki Miejskiej w Bydgoszczy, Biblioteki Narodowej w Warszawie, Muzeum Tatrzańskiego w Zakopanem. Do tej pory nie zostały przebadane dokumenty w archiwach bibliotek we Lwowie i Pradze.

## Twórczość

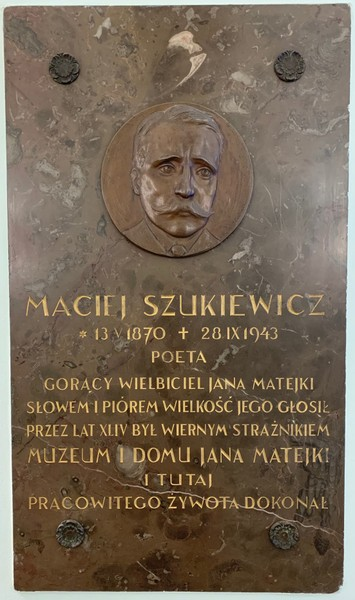
Tablica pamiątkowa poświęcona Maciejowi Szukiewiczowi znajdująca się na parterze w Domu Jana Matejki (oddział Muzeum Narodowego w Krakowie). Autorem medalionu jest Karol Hukan (1888-1958)

### Sceniczne utwory Macieja Szukiewicza
W przypadku sztuk niedrukowanych podana jest sygnatura ze zbiorów rękopisów Biblioteki Jagiellońskiej w Krakowie.
- Śnieg. Baśń ludowa w 1 akcie, 3 obrazach (1897), "Młodość 1900 r., z. 3-4/5 i w zbiorze: Poezje, Kraków 1901.
- Ułuda (Odkupienie). Fragment dramatyczny w 3 aktach (1898), BJ, sygn. 8805 II.
- Kwiat pleśni. Nokturn starego zamczyska w 1 akcie (1899), BJ, sygn. 8792 II.
- Arf. Baśń w 4 aktach, Kraków 1902.
- Dwa światy (Spotkanie). Prolog w 1 akcie (1902), "Ilustrowany Głos Narodu" 1902, nr 206, 211.
- Glejt (Podrzutek). Dramat w 4 aktach (1904), tom 1, tom 2, BJ, sygn. 8788 III.
- Na wymowie (Na wycugu, Maryna). Dramat z życia ludu w 4 aktach (1907), Kraków 1937.
- Po szarym dniu... słońce (Przedwiośnie). Sztuka w 4 aktach (1913), BJ, sygn. 8798 III.
- Na swojską nutę. Trylogia osnuta na motywach Fredry, Syrokomli i Mickiewicza:
  - cz. 1: Wolnoć Tomku w swojim domku. Stylizowana fraszka w 1 akcie, "Głos Narodu" 1916, nr 328-332.
  - cz. 2: Kradzione nie tuczy. Sztuka teatralna w 1 akcie osnuta na gawędzie W. Syrokomli, Poznań 1926.
  - cz. 3: Pani Twardowska. Ballada (1918), BJ, sygn. 8794 III.
- Zawód. Sztuka w 3 aktach (1918), BJ, sygn. 8808 II.
- Odyss w gościnie. Sztuka w 3 aktach (1919), BJ, sygn. 8796 II.
- Noc św. Mikołaja. Baśń w 3 aktach a 5 odsłonach (1920) Poznań 1922.
- Popieluch. Baśń sceniczna w 5 aktach z prologiem Kraków 1932.
- Na przełomie. Sztuka w 4 aktach (1930), Lwów 1930.
- Barabbasz. Sztuka historyczno-obyczajowa w 4 aktach, Kraków 1933.
- Maja. Sztuka w 4 aktach, Kraków 1934.
- Seans. Dramat w 1 akcie, tom 1, tom 2, BJ, sygn. 8799 III.
- Swawole Kupidyna. Krotochwila w 3 aktach, BJ, sygn. 8801 III.

### Wybrane publikacje i materiały rękopiśmienne Macieja Szukiewicza
- Dzieje, rozwój i przyszłość Muzeum Narodowego w Krakowie, Kraków 1909.
- Fraszki, BJ, sygn. 8787 III (maszynopis datowany: 1943).
- Humor i satyra Matejki, studjum, "Tęcza" nr 11, listopad 1933.
- Jakim powinien być grób i pogrzeb Słowackiego?, Kraków 1909.
- Jan Matejko i muzeum jego imienia w Krakowie, Kraków 1933.
- Jan Matejko, monografje ilustrowane, Tow. Artystyczno-Wydawnicze "Gryf", Warszawa 1915.
- Jan Matejko. Polens främste Historiemalare. Przekład z polskiego w książce zbiorowej: Polonica, Stockholm, Albert Bonniers Förlag, MCMXVII.
- Korespondencja Macieja Szukiewicza z lat 1889-1940. t. I-VI, BJ, sygn. 8813-8818 III.
- Kraków i jego pamiątki. Artystyczna przechadzka po Krakowie, cz. 1-2, Kraków 1908[9][10].
- Pogadanka o Krakowie, Warszawa 1929.
- Pogadanka o Lwowie, Warszawa 1929.
- Król Duch powraca na ojczyzny łono, Kraków 1927.
- Marjacka polichromja Matejki. Odczyt w rękopisie.
- Motylim lotem. Bibeloty. Wspomnienia. Fraszki, BJ, sygn. 8784 III.
- Muzeum Teatralne im. S. Wyspiańskiego. Projekt, "Ilustrowany Kurier Codzienny" 1917, nr 330, 333-334 i odb.
- Na głębiach. Poemat, Warszawa 1913.
- Narodowy obowiązek. List otwarty do braci w Melpomenie.Felietony, 1919 r., BJ, sygn. 79853 II.
- Nieznany projekt Matejki pomnika Mickiewicza, "Kurier Literacko-Naukowy", Kraków 1931, nr 44.
- Niezwykłe przygody dwóch malców. Powieść, Warszawa 1930, BJ, sygn. 250394 I
- Poezje, Kraków 1901.
- Recenzje teatralne. Teka wycinków prasowych Macieja Szukiewicza, BJ, sygn. 8812 IV.
- Rymy i rytmy, Kraków 1936..
- Szkice i rozprawy Macieja Szukiewicza o Janie Matejce, BJ, sygn. 8803 III.
- Teatr krakowski (maj 1916), BJ, sygn. 8804 II.
- U źródeł twórczości Matejki. Odczyt w rękopisie.
- W sprawie nauczania języka macierzystego i jego gramatyki, Kraków 1933.
- Wskrześmy Misterium Maryjskie w Kalwarii Zebrzydowskiej. (Projekt widowiska religijnego), Poznań 1937, "Tęcza" 1937, nr 9, s. 21-30.
- Wspomnienia, (Kraków 1943), BJ, sygn. 8807 II., Gdańsk 2007 (ISBN 978-83-7326-453-3).
- Z ziemi fiordów i fieldów. Luźne kartki z podróży, Warszawa 1900.

### Książki przetłumaczone przez Macieja Szukiewicza
- Svatopluk Čech, Písně otroka (1894) – z jęz. czeskiego: Pieśni niewolnika, Kraków 1929.
- Alois Jirásek, Lucerna – z jęz. czeskiego: Latarka, 1906, BJ, sygn. 119698 III.
- Jaroslav Vrchlický: Barevné střepy – z jęz. czeskiego: Kolorowe szkiełka, BJ, sygn. 87531 I
- Stanisław Przybyszewski: Das grosse Glück – z jęz. niemieckiego: Dla szczęścia, rękopis w IS PAN, Archiwum M. Rulikowskiego.

### Książki wydane przez Macieja Szukiewicza
- Listy Jana Matejki do żony Teodory 1863-1881, Kraków 1927.
- Pamiętnik Wojciecha K. Stattlera. Studya malarskie w Krakowie i Rzymie przed 100 laty. Kraków 1916. Nakładem Towarzystwa Miłośników Historii i Zabytków Krakowa.

### Wydania pośmiertne Macieja Szukiewicza
- Wspomnienia, Gdańsk 2007, Wyd. Uniwersytetu Gdańskiego, ISBN 978-83-7326-453-3.

## Sesje naukowe poświęcone M. Szukiewiczowi
- Dramat XX wieku. Dwie sylwetki: Maxwell Anderson i Maciej Szukiewicz – Lublin, KUL, 15 marca 2003. Sesja wewnętrzna z udziałem doktorantów w Katedrze Dramatu i Teatru KUL.
- Krótkie formy dramatyczne w okresie Młodej Polski, Toruń, UMK. Instytut Literatury Polskiej, 17-19 maja 2004. Konferencja poświęcona lit. okresu Młodej Polski. Cel badawczy: pogłębienie, a zarazem – ujednolicenie obrazu młodopolskiego dramatu jednoaktowego z punktu widzenia historyczno- i teoretycznoliterackiego.
- Od Szukiewicza do Karpowicza. Z problematyki badań nad dramatem i teatrem XX wieku – Lublin, KUL, 11 czerwca 2005. Sesja wewnętrzna z udziałem doktorantów w Katedrze Dramatu i Teatru KUL.

## Ikonografia

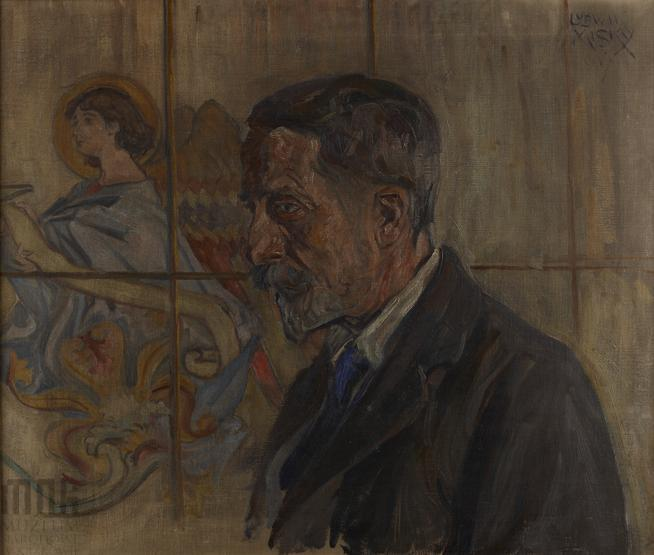
Ludwik Misky – Portret Macieja Szukiewicza, 1917

- Bronisława Rychter-Janowska,  Portret Macieja Szukiewicza, 1896, Muzeum Historyczne Miasta Krakowa – Dom pod Krzyżem w Krakowie, ul. Szpitalna 21.
- Ludwik Misky, Portret Macieja Szukiewicza, 1919, Muzeum Narodowe w Krakowie – Dom Jana Matejki, ul. Floriańska 41.
- Tablica upamiętniająca postać Macieja Szukiewicza, Muzeum Narodowe w Krakowie – Dom Jana Matejki, ul. Floriańska 41.